# Canton Grigioni
Il Canton Grigioni, ufficialmente Cantone dei Grigioni (in tedesco Kanton Graubünden, in romancio Chantun Grischun), è uno dei 26 cantoni della Svizzera. È il più esteso e orientale, oltre a essere l'unico cantone trilingue, con italiano, romancio e tedesco come lingue ufficiali.

## Geografia fisica

### Monti

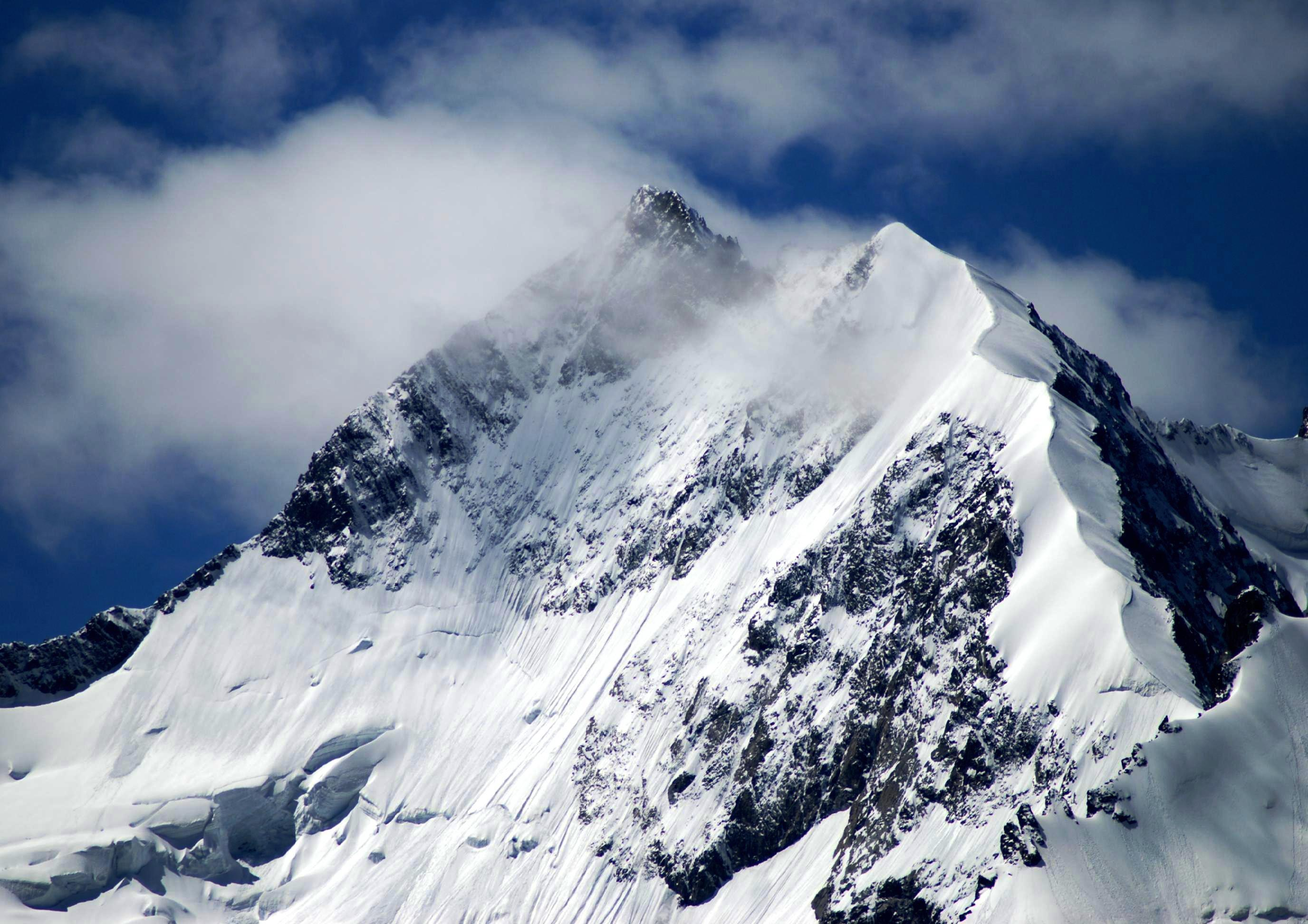
Pizzo Bernina

Il Cantone è in prevalenza montuoso; la vetta più alta è il Pizzo Bernina, che raggiunge i 4 049 m.
Le sezioni e sottosezioni alpine che interessano il cantone sono:
- Alpi Lepontine (Alpi del Monte Leone e del San Gottardo, Alpi dell'Adula)
- Alpi Glaronesi (Alpi Urano-Glaronesi, Alpi Glaronesi in senso stretto)
- Alpi Retiche occidentali (Alpi del Platta, Alpi dell'Albula, Alpi del Bernina, Alpi di Livigno, Alpi della Val Müstair, Alpi del Silvretta, del Samnaun e del Verwall, Alpi del Plessur, Catena del Rätikon).

Il massiccio del Bernina (comprese le Alpi del Bregaglia) contiene i ghiacciai più importanti, tra i quali il ghiacciaio del Morteratsch.

### Fiumi e bacini fluviali
I fiumi principali che interessano il Cantone sono il Reno e l'Inn, entrambi correnti sul versante settentrionale delle Alpi.
Il Reno nasce nel territorio dei Grigioni, nei pressi del passo dell'Oberalp, e dapprima viene chiamato Reno Anteriore. Quando riceve l'affluente detto Reno Posteriore prende il suo nome definitivo. Attraversata la città di Coira, il Reno lascia il Cantone ed entra nel Canton San Gallo. I principali affluenti del Reno nel Canton Grigioni sono: l'Albula, il Plessur ed il Landquart.
L'Inn/Eno nasce nel territorio del Cantone nei pressi del passo del Maloja e dopo aver percorso l'alta e bassa Engadina lascia il cantone per entrare nel Tirolo austriaco. I suoi affluenti principali nel cantone sono: il Flaz, il Beverin, l'Ova Chamuera, l'Ova Trupchun, l'Aqua Granda, il Vallember, l'Aua da Sampuoir ed il Clemgia. L'Eno appartiene al bacino idrografico del Danubio.
Vi è inoltre una serie di torrenti che scorrono sul versante meridionale delle Alpi e le cui acque finiscono in Italia. Il più importante di questi corsi d'acqua è la Moesa. Nasce nei pressi della località invernale di San Bernardino nel Cantone, attraversa la Val Mesolcina, poi passa nel Canton Ticino, terminando nel fiume Ticino, affluente del Po. Il principale affluente della Moesa è la Calancasca. Il Mera nasce nel Cantone, sui monti del Maloja presso il passo delle Sette Vie, percorre la Val Bregaglia poi entra in Italia, in provincia di Sondrio, ed affluisce nel lago di Como tra Sorico e Gera Lario, in provincia di Como.
Un altro fiume è il Poschiavino, che nasce sotto la Forcola di Livigno nel Cantone; passato in Italia anch'esso termina nell'Adda. Infine, il Rio Ram nasce nei Grigioni, in Val Monastero, attraversa la porzione italiana della Valle, sita in Alto Adige, e infine si getta nell'Adige.

### Laghi
Il Cantone non è particolarmente ricco di laghi importanti come altri cantoni della Svizzera. I laghi principali che interessano il canton Grigioni sono: il lago Dosso a S.Bernardino, il lago di Cama, il lago del Gallo, il lago di Marmorera, il lago di Poschiavo, il lago di St. Moritz, il lago di Sils e il lago di Silvaplana.

## Origini del nome
La denominazione di Grigioni, o Grisoni per indicare le comunità sovrane del Libero Stato delle Tre Leghe risale alle Guerre d'Italia. È infatti con questo nome che Francesco Guicciardini designa i soldati delle Tre Leghe che presero parte alla conquista del Ducato di Milano a fianco degli Svizzeri. L'utilizzo di questa denominazione è legato alla forza e al prestigio della Lega Grigia, che annoverava tra i suoi membri, oltre ai comuni giurisdizionali (Gerichtsgemeinde), potenti signori territoriali come il Principe-Abate di Disentis/Mustér, il Vescovo di Coira e l'Imperatore del Sacro Romano Impero, nella sua veste di Signore di Rhäzüns.
L'invasione francese del 1798 segnò la fine del Libero Stato delle Tre Leghe. Antichi alleati degli Svizzeri dal tempo delle guerre di Svevia (1499), i Grigioni furono ridotti da Napoleone al rango di provincia della nuova Repubblica Elvetica, sotto l'egida della Francia rivoluzionaria. La creazione del canton Grigioni risale dunque all'Atto di Mediazione del 1803, con il quale l'Imperatore dei francesi mise fine all'esperienza della Repubblica Elvetica di tipo centralista.

## Storia

### Antichità
Nel I millennio a.C. (età del ferro), il territorio degli attuali Grigioni, come tutta la parte centrale dell'arco Alpino, era abitato da popolazioni retiche.
Augusto si impadronì di questi territori nel 15 a.C., nell'ambito della conquista dell'arco alpino, e li assegnò alla provincia di Rezia dell'Impero romano. Con la riforma dioclezianea l'area degli attuali Grigioni venne a far parte della provincia Raetia Prima, di cui era capoluogo proprio Curia Raetorum, l'odierna Coira. La provincia era parte della prefettura d'Italia.
In seguito all'introduzione del Cristianesimo, a Coira venne fondata la prima diocesi a nord delle Alpi e tutta l'area divenne parte di tale diocesi.

### Medioevo
Dopo la caduta dell'Impero romano la Rezia seguì le sorti dell'Italia, della cui prefettura aveva fatto parte, e perciò cadde sotto il dominio prima degli Eruli e poi degli Ostrogoti. Nel 536, tuttavia, l'area fu conquistata dai Franchi e perciò dopo l'800 divenne parte del Sacro Romano Impero.
Nell'806 la diocesi di Coira, da suffraganea dell'arcidiocesi di Milano, divenne suffraganea di quella di Magonza in Germania. Così in seguito alla disgregazione dell'Impero Carolingio l'area fu assegnata al regno di Germania. All'interno di questo regno la Rezia fece parte del ducato di Svevia. Fra i principali vassalli del Duca nel territorio retico emersero il vescovo di Coira, l'abate di Disentis, il conte di Toggenburg; territori più piccoli erano infeudati a conti e signori laici.
Nel XIII secolo penetrarono nell'area da occidente i Walser, un popolo germanofono originario del Vallese, e s'installarono sugli altipiani di alpeggio. Contemporaneamente, altre popolazioni alemanne si insediarono lentamente nel nord, nella regione di Coira. Tuttora, le due popolazioni germaniche dei Grigioni rimangono distinte. Accanto a questi gruppi germanici sono rimasti i gruppi romanzi dei Romanci e dei lombardi.

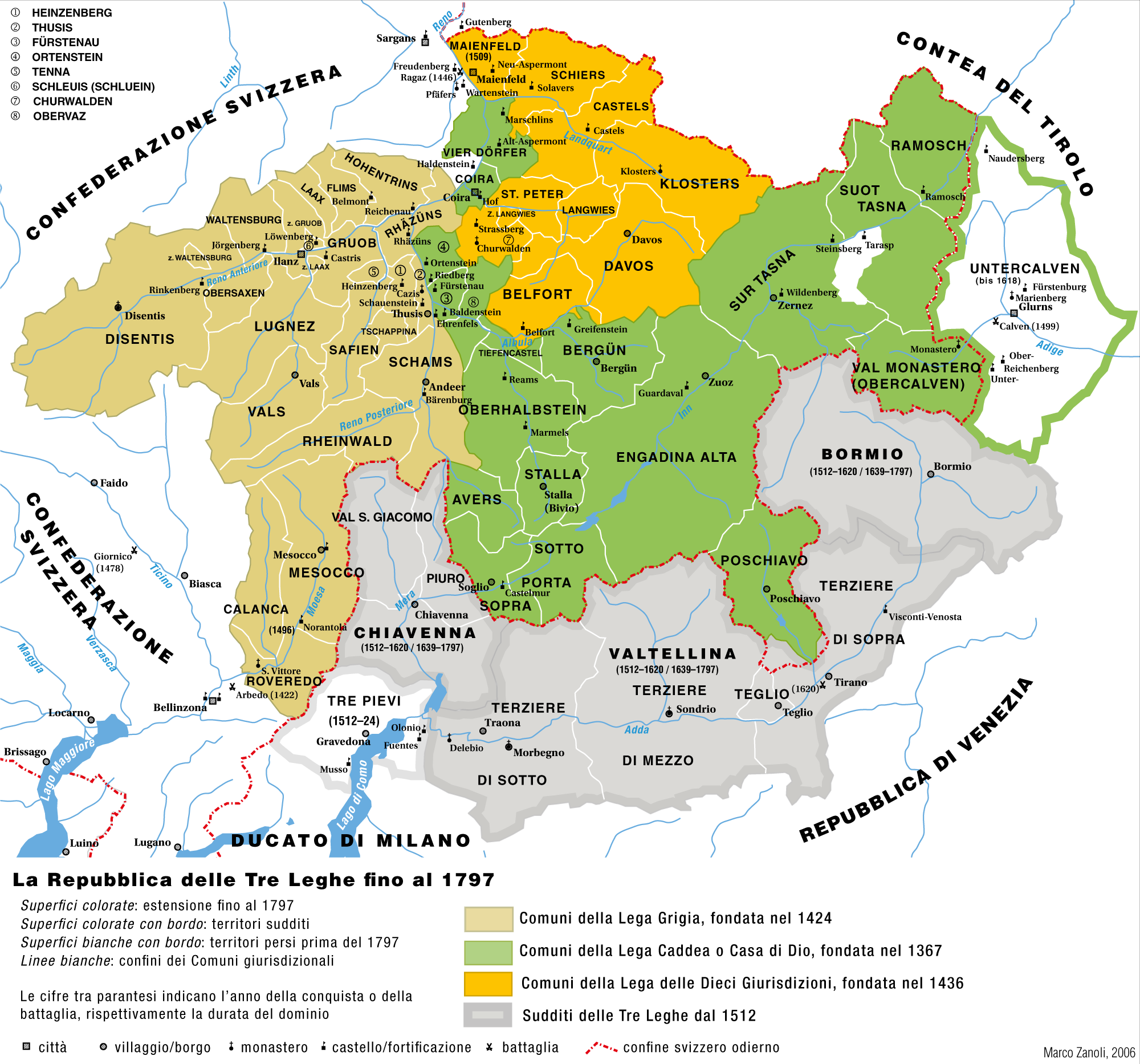
Territori delle Tre Leghe

Alla fine del Medioevo, scomparso il ducato di Svevia nel 1268 per l'estinzione degli Staufen, si formarono tre leghe per difendersi dall'egemonia dei feudatari locali. Innanzitutto nacque, nel 1367, la Lega della Ca' di Dio (Gotteshausbund) in Engadina, contro il vescovo-conte di Coira. Questa fu seguita dalla Lega Grigia (Grauer Bund) nel 1395 nelle valli del Reno Anteriore e Posteriore. Una terza lega fu formata nel 1436 da dieci baliaggi precedentemente sottoposti all'autorità della contea di Toggenburg, quando la casa di Toggenburg si estinse. Questa lega, che occupava il nord degli attuali Grigioni, fu chiamata Lega delle Dieci Giurisdizioni (Zehngerichtebund).
La prima tappa verso la formazione de Canton Grigioni ebbe luogo nel 1450 quando la Lega delle Dieci Giurisdizioni si alleò con la Lega della Ca' di Dio. Nel 1471 queste due leghe si allearono con la Lega Grigia. Nel 1497, dopo che gli Asburgo ebbero ereditato i territori della estinta casa di Toggenburg, le tre leghe si allearono a loro volta con la Confederazione e combatterono al suo fianco nella Guerra sveva tre anni più tardi. Gli Asburgo furono vinti nelle battaglie della Calva e di Dornach, portando al riconoscimento della Confederazione Svizzera e dei suoi alleati. Nonostante ciò, quella fra le Tre Leghe rimase un'associazione blanda fino al Bundesbrief del 23 settembre 1524. Suoi membri sovrani rimanevano, infatti, i comuni giurisdizionali.

### Età Moderna
Nel 1512 l'esercito delle Tre Leghe conquistò la ricca Valtellina e le contee di Chiavenna e di Bormio, cacciandone i francesi che in quel momento occupavano il Ducato di Milano. Nel 1518 le Tre Leghe firmarono un trattato di pace con l'Imperatore Massimiliano. Gli ultimi residui poteri giurisdizionali del Vescovo di Coira furono aboliti nel 1526. Le guerre di Musso avvicinarono ulteriormente le Tre Leghe alla Confederazione Svizzera.
Più di metà dei comuni grigioni (fra cui Coira) aderirono alla Riforma protestante e la Bibbia fu il primo libro ad essere tradotto in romancio. Le Tre Leghe furono i soli membri della Confederazione ad essere coinvolti nella guerra dei trent'anni. Il popolo era diviso fra il partito protestante, sostenuto dalla Francia e da Venezia, e quello cattolico, appoggiato dagli Asburgo di Austria e Spagna. Le potenze in questione erano interessate ad interferire negli affari religiosi della regione per poter controllare i passi alpini.

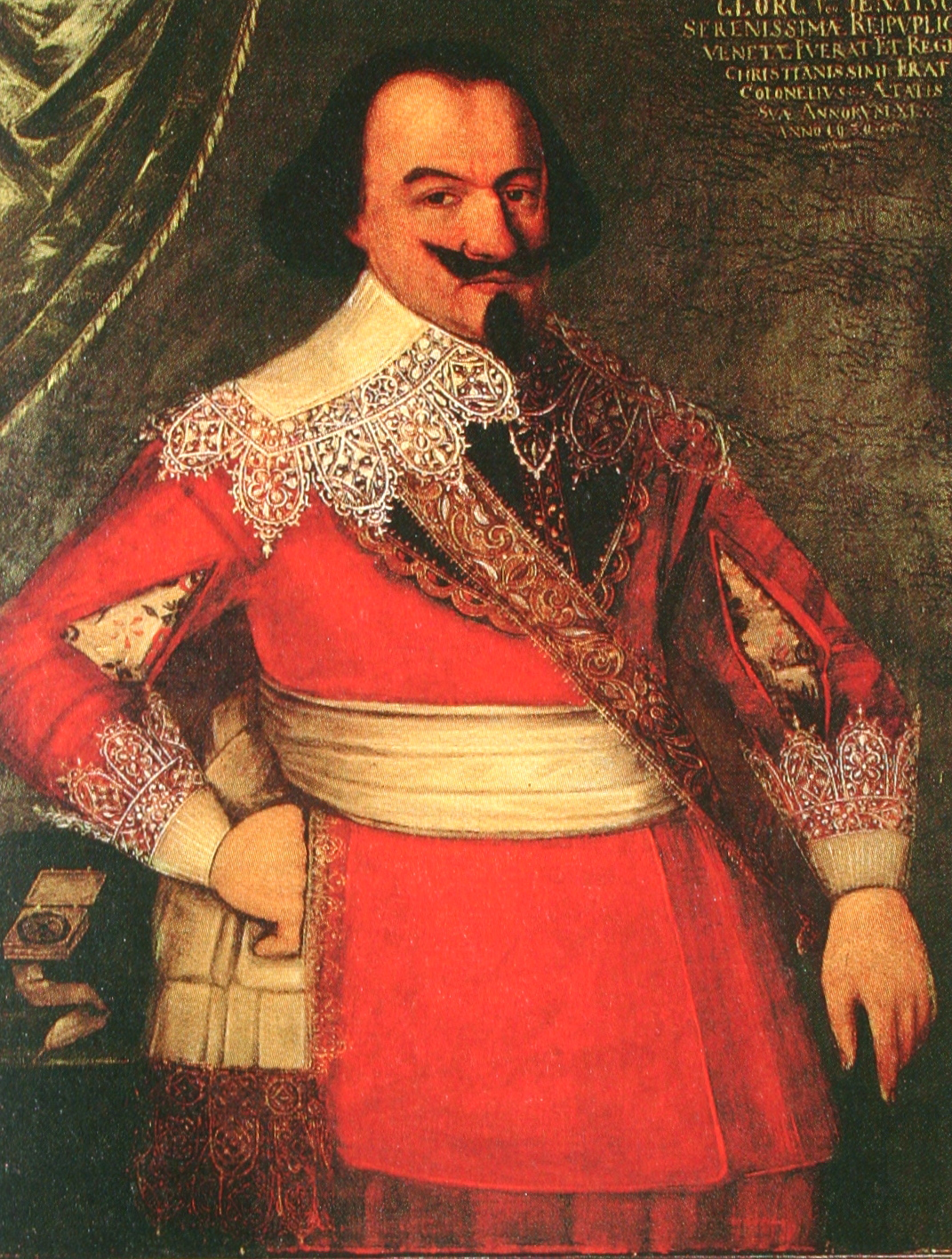
Jürg Jenatsch

La guerra di religione che si svolse nei futuri Grigioni fra il 1618 ed il 1639 come riflesso locale della guerra dei trent'anni, è ricordata con il nome di Torbidi grigionesi (Bündner Wirren) ed in particolare il conflitto relativo ai territori sul versante meridionale delle Alpi è detto guerra di Valtellina. Essa ebbe inizio nel 1618 quando il giovane e fanatico comandante dei Protestanti Jürg Jenatsch fece torturare a morte l'arciprete Nicolò Rusca di Sondrio. In risposta, Giacomo Robustelli, membro della famiglia Planta che guidava i cattolici, organizzò un esercito di ribelli. La sera del 18 luglio 1620 essi marciarono su Tirano e vi uccisero i Protestanti locali, poi proseguirono la loro marcia su Teglio, Sondrio e più giù nella Valle, uccidendo tutti i Protestanti che trovassero. Le vittime di quello che è stato chiamato il Sacro macello furono fra le 500 e le 600 persone.
Per rappresaglia nel 1621 Jenatsch guidò i Protestanti all'assalto del castello di Rietberg, residenza della famiglia Planta, in Engadina. Lì uccisero il capofamiglia Pompejus von Planta. La reazione degli Spagnoli non si fece attendere: il duca di Feria, allora governatore di Milano, inviò truppe in appoggio ai cattolici che occuparono tutto il territorio degli odierni Grigioni ed impose una pacificazione forzata, imponendo il diritto passaggio degli Spagnoli attraverso il territorio e il ripristino della fede cattolica in Valtellina; inoltre vennero assegnate all'Austria la Val Monastero, la bassa Engadina e la valle di Prättigau. Tuttavia, nel 1622 la valle di Prättigau si ribellò e cacciò gli Austriaci dal proprio territorio.
Conseguentemente, le Tre Leghe si allearono con la Francia, la Savoia e Venezia, affinché la loro causa fosse regolata nell'ambito della diplomazia internazionale. Ed infatti la pace di Monzón del 1626 fra Francia e Spagna stabilì la restituzione della Valtellina ai Grigioni, ma nel contempo garantì la libertà religiosa della Valle. La Spagna, tuttavia, non ottemperò agli accordi e le truppe spagnole rimasero in Valtellina. Nel 1634 truppe francesi al comando di Enrico II di Rohan cacciarono gli Spagnoli. Quando però Jenatsch si rese conto che la Francia non era affatto intenzionata a restituire ai Grigioni le terre liberate, cominciò a stabilire trattative segrete con gli Asburgo (il cosiddetto Kettenbund) e nel 1635 abiurò e si convertì al cattolicesimo. Nel 1637 comandò una rivolta che portò alla cacciata del duca di Rohan e dei Francesi dalla Valtellina e dalle altre terre dei Grigioni. L'accordo definitivo fu trovato nel 1639: in base ad esso la Valtellina tornava sotto la sovranità delle Tre Leghe, ma con il divieto di residenza per i protestanti: salvo i funzionari governativi, nessun protestante poteva dimorare in Valtellina più a lungo di tre mesi. Nel 1649 e nel 1652 furono infine firmati trattati con l'Austria, per i quali la val Monastero e la Bassa Engadina tornavano alle Leghe.
Intanto la pace di Vestfalia del 1648 aveva riconosciuto l'indipendenza delle Leghe e della Svizzera dal Sacro Romano Impero.

### Età Contemporanea
Nel 1797 Napoleone assegnò la Valtellina alla Repubblica Cisalpina e da allora la Valle ha seguito le vicende politiche dell'Italia. Il 21 aprile 1799 le restanti terre delle Tre Leghe entrarono a far parte della Repubblica Elvetica come Cantone di Rezia. L'Atto di Mediazione del 1803 restituì al cantone il nome di Grigioni e nello stesso anno l'exclave di Tarasp fu annessa al Cantone. La costituzione cantonale risale al 1892. Gli stemmi delle Tre Leghe furono combinati nel moderno stemma cantonale nel 1933.

### Simboli

#### Stemma e bandiera

Bandiera

Gli stemmi delle Tre Leghe formano quindi lo stemma del canton Grigioni. Il primo quarto in nero e argento è la Lega Grigia, il secondo quarto in azzurro e oro è la Lega delle Dieci Giurisdizioni, mentre lo stambecco nero rampante è l'emblema della Lega della Ca' di Dio.

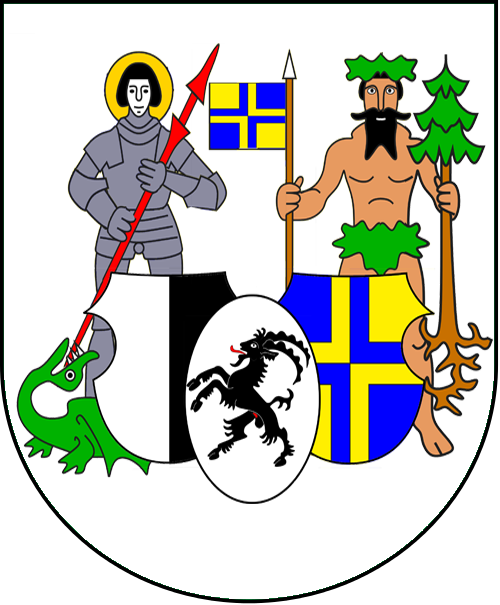
Vecchio stemma cantonale (1803–1932)

Fino all'invasione francese le truppe del Libero Stato usavano ciascuna le bandiere da guerra delle rispettive comunità (Comun grandi, signorie) o delle Leghe. Il 5 maggio 1803 fu stabilito il nome e lo stemma del nuovo cantone, che si componeva di una giustapposizione delle armi delle Tre Leghe, sostenute dai rispettivi patroni: San Giorgio per la Lega Grigia, la Vergine Maria per la Lega della Ca' di Dio e il selvaggio per la Lega delle Dieci Giurisdizioni.
Tale soluzione non rispettava tuttavia le regole di base dell'araldica tradizionale. Successivamente, l'8 novembre 1932 il Consiglio federale avallò lo stemma attuale, accettato dalle autorità grigionesi in quanto combinazione riuscita degli elementi fondanti l'identità retica. Nel febbraio 1933 il Consiglio federale promulgò definitivamente l'uso delle arme attuali.

#### Stemmi delle Tre Leghe

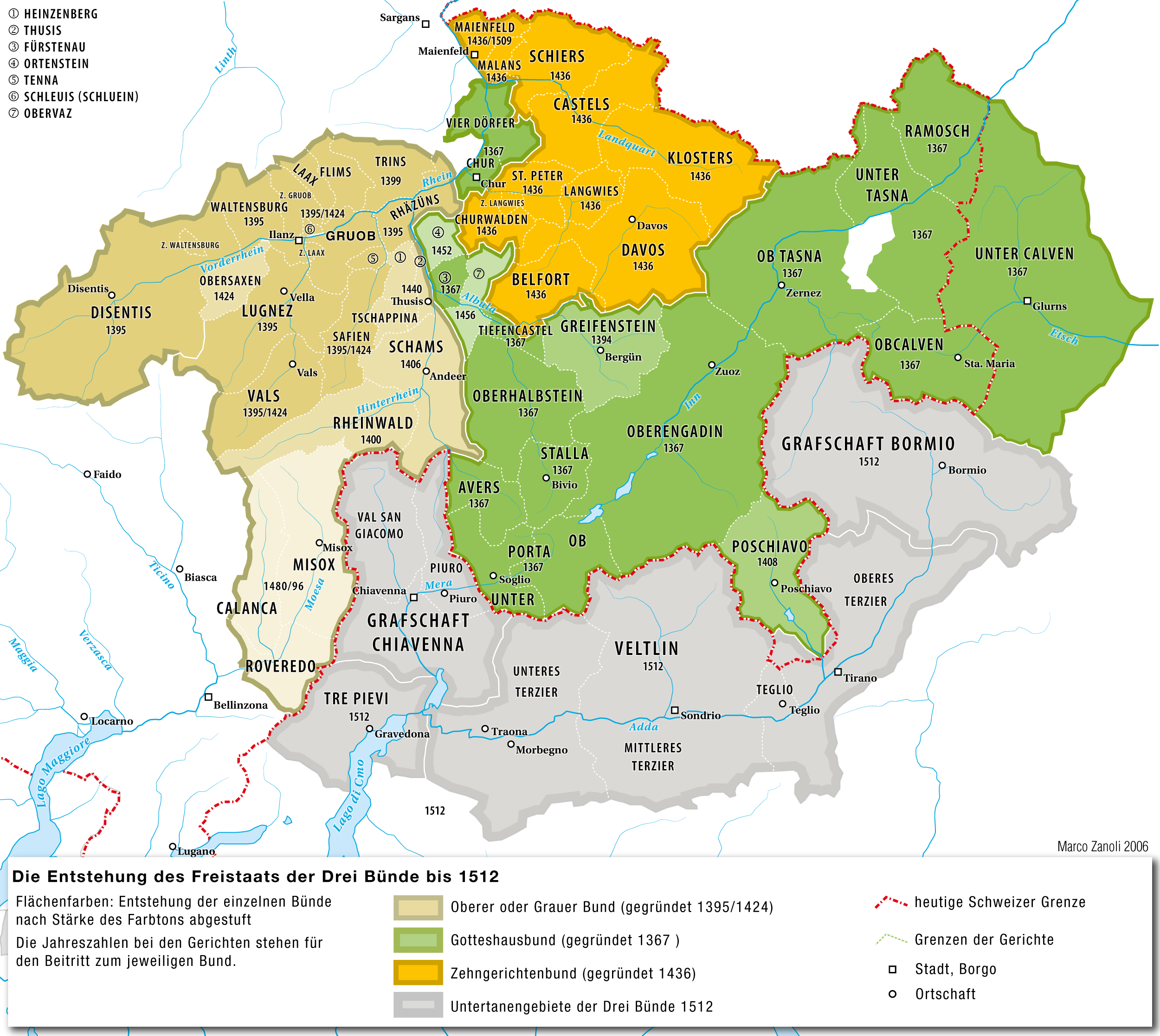
Il Canton Grigioni nel Cinquecento

Gli stemmi delle Tre Leghe riportati sulle attuali armi e sulla bandiera del Canton Grigioni sono una semplificazione di quelli originari delle Tre Leghe.
Lo stemma della Lega Grigia (detta anche Lega Superiore, Oberer Bundt), risalente al XV secolo, presentava alternativamente una croce d'argento in campo rosso oppure uno scudo inquartato di grigio e bianco, talvolta con una croce inquartata con colori invertiti. L'uso dello scudo partito di argento e nero data dei secoli XVII e XVIII. Le armi della Lega Grigia erano sovente rappresentate accanto a San Giorgio, santo patrono della Lega.
Le armi della Lega delle Dieci Giurisdizioni risalgono al 1518 e nelle rappresentazioni pittoriche e a stampa si confondevano con quelle della Lega Grigia: lo scudo era attraversato da una croce inquartata con colori invertiti. I colori dovevano essere simili a quelli della Lega Grigia. Questo inconveniente determinò l'aggiunta di un "uomo selvatico" con una corona di quercia e che teneva nella sua destra una bandiera gialla e blu e nella sinistra un albero di pino sradicato. I colori oro e blu sono tramandati già da uno stemma in vetro risalente al 1548.
Lo stambecco è l'emblema della Lega della Casa di Dio. Una prima rappresentazione dello stemma - che era in origine quello del vescovo di Coira - si trova nella Cattedrale di Coira, risalente al 1252. Infatti lo stambecco compare per la prima volta in un documento del 1291 e sui sigilli dei vescovi Johannes Pfefferhard intorno al 1325 e Ulrich Ribi intorno al 1331.

## Economia

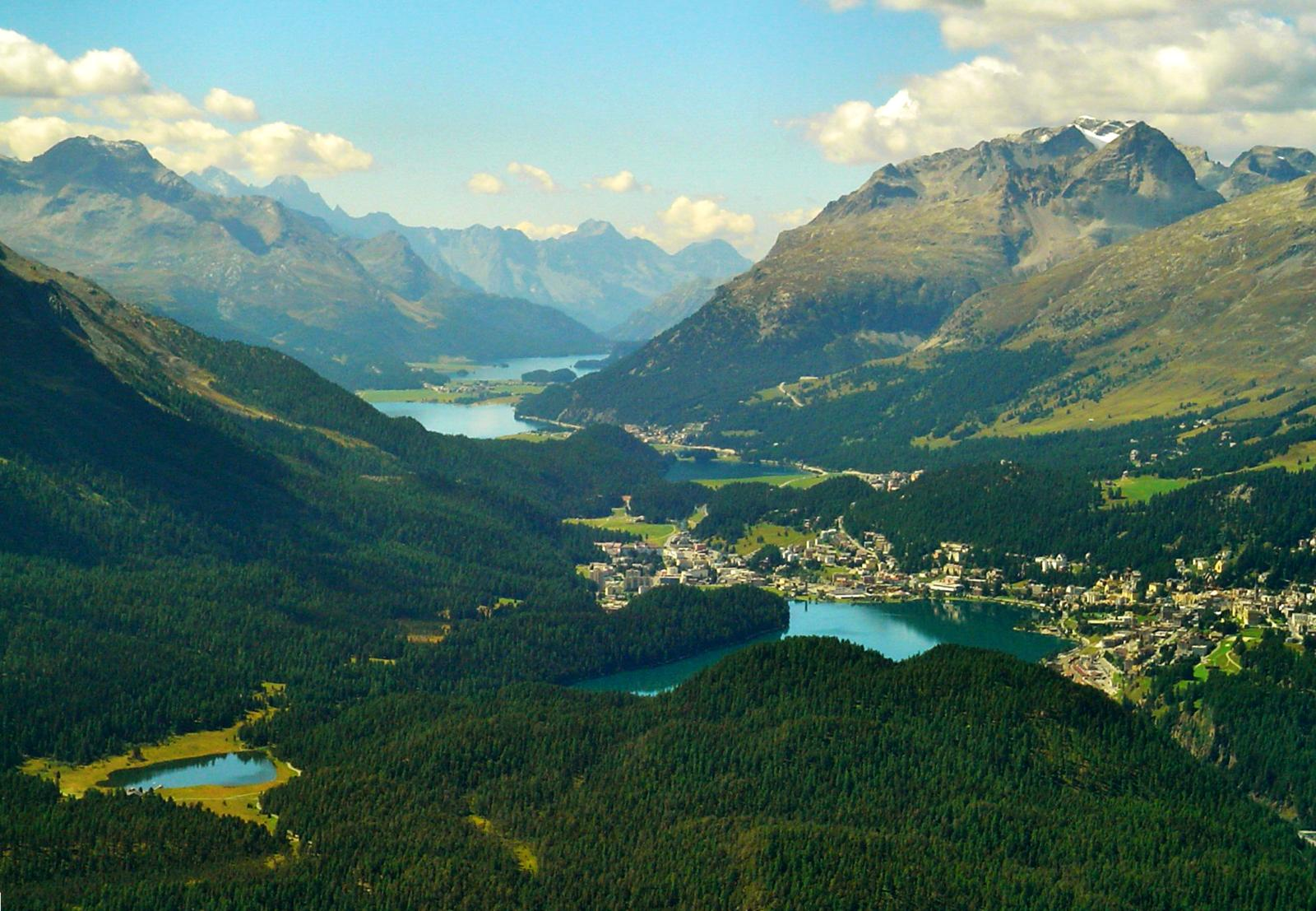
Vista della regione di St. Moritz, nell'Engadina alta

Agricoltura e turismo sono i pilastri dell'economia del cantone. L'agricoltura è basata sulla selvicoltura e sul pascolo estivo di montagna, soprattutto di pecore e capre.
L'economia monetaria è molto presente a Roveredo, il capoluogo del Moesano è nelle 7 piazze finanziarie più importanti del cantone.
Il turismo è concentrato nelle montagne, specialmente attorno alle città di Davos e Arosa, Laax e St. Moritz, Pontresina e tutta l'Engadina. Ci sono, comunque, svariate località di villeggiatura nel cantone. Attorno a Coira è attiva la produzione di vino. Coira è anche un centro industriale. Una medio-grande zona industriale di montagna esiste anche a San Vittore, nel circolo di Roveredo.
Nelle valli meridionali di Mesolcina e Poschiavo si coltivano mais e castagne. Specialmente la Mesolcina può vantare centinaia di turisti provenienti dal nord delle Alpi in cerca di castagne, la zona di Roveredo è una delle più quotate dai cercatori di castagne.

### Prodotti tipici

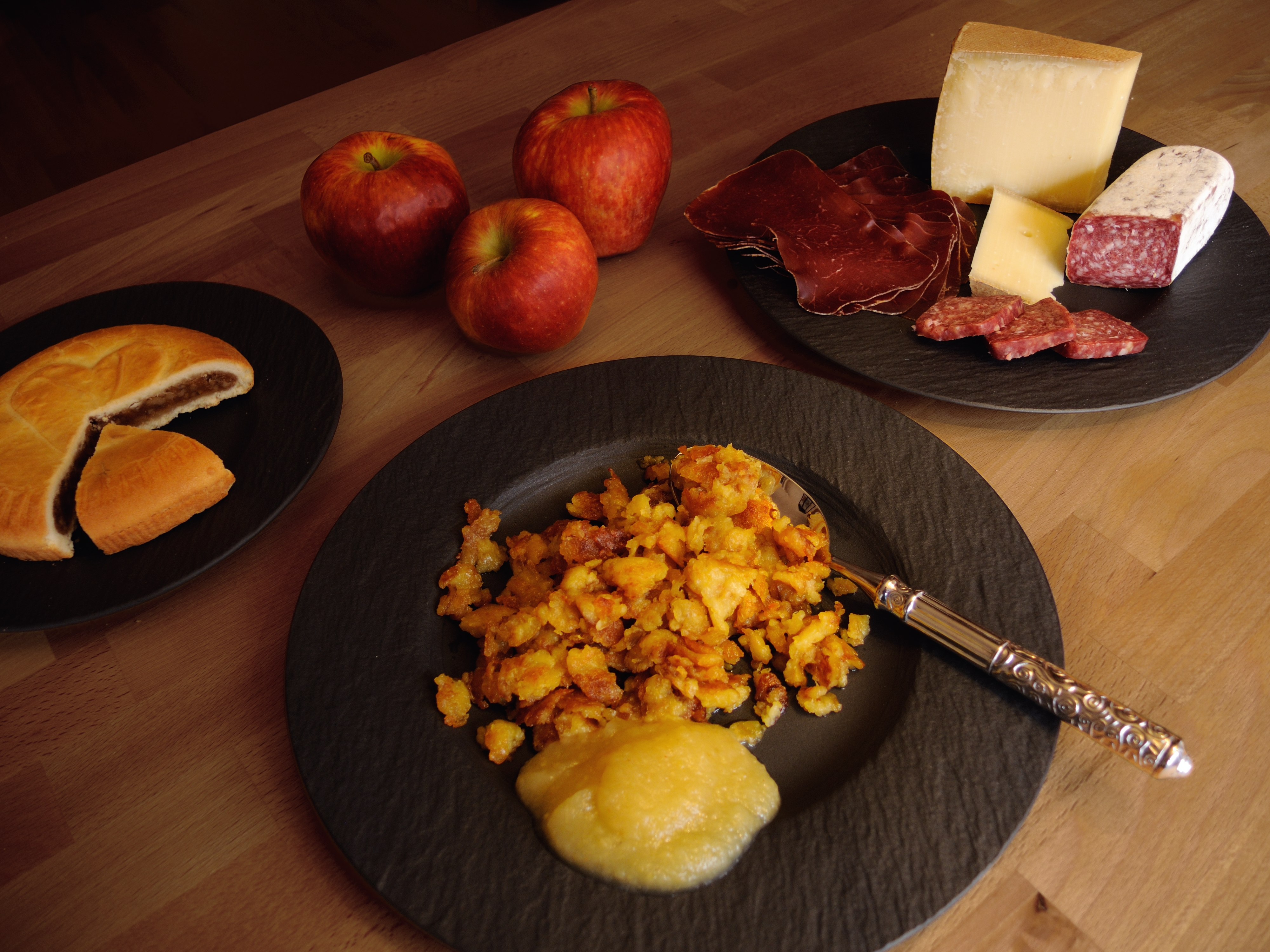
Un piatto di maluns con prodotti tipici dei Grigioni

I Grigioni sono noti per una pietanza a base di carne essiccata chiamata carne secca (Bündnerfleisch). Assomiglia molto alla bresaola e si ottiene con lo stesso procedimento di lavoro.
Un altro prodotto tipico è la torta di noci: una specie di crostata con un dolce ripieno di noci e miele.
Tra i piatti i più conosciuti, ci sono i capuns ed i maluns.

### Turismo
I Grigioni sono una meta turistica molto rinomata e ricca di località da sempre ricercate. Ricordiamo St. Moritz, Davos, Lenzerheide, Arosa, San Bernardino, ecc. Circa il 60% della popolazione del Cantone è impiegato nel settore del turismo.

## Società

### Evoluzione demografica
La popolazione dei Grigioni era di 188 762 abitanti nel 2007 di cui 28 008 (o il 14,84%) erano stranieri.

### Lingue e dialetti
I Grigioni hanno tre lingue ufficiali: il tedesco, il romancio e l'italiano. Le tre lingue, tuttavia, non sono uniformi nelle loro varianti regionali. I rapporti linguistici sono variati con il tempo in quanto fino al XIX secolo la lingua più diffusa era il romancio, sostituito progressivamente dal tedesco. 
| %   | Ripartizione linguistica (gruppi principali) |
| --- | -------------------------------------------- |
| 13% | madrelingua italiana                         |
| 13% | madrelingua romancia                         |

| Anno | Popolazione totale | Romancio %       | Tedesco %       | Italiano %     |
| ---- | ------------------ | ---------------- | --------------- | -------------- |
| 1803 |                    | 36 700 (ca. 50%) | ca. 36%         | ca. 14%        |
| 1850 | 89 895             | 42 439 (47,2%)   | 39,5%           | 13,3%          |
| 1880 | 93 864             | 37 794 (39,8%)   | 43 664 (46,0%)  | 12 976 (13,7%) |
| 1900 | 104 520            | 36 472 (34,9%)   | 48 762 (46,7%)  | 17 539 (16,8%) |
| 1920 | 119 854            | 39 127 (32,7%)   | 61 379 (51,2%)  | 17 674 (14,8%) |
| 1941 | 128 247            | 40 187 (31,3%)   | 70 421 (54,9%)  | 16 438 (12,8%) |
| 1950 | 137 100            | 40 109 (29,3%)   | 77 096 (56,2%)  | 18 079 (13,2%) |
| 1960 | 147 458            | 38 414 (26,1%)   | 83 544 (56,7%)  | 23 682 (16,1%) |
| 1970 | 162 086            | 37 878 (23,4%)   | 93 359 (57,6%)  | 25 575 (15,8%) |
| 1980 | 164 641            | 36 017 (21,9%)   | 98 645 (59,9%)  | 22 199 (13,5%) |
| 2000 | 187 058            | 27 038 (14,5%)   | 127 755 (68,3%) | 19 106 (10,2%) |
| 2012 | 191 612            | 27 955 (15,2%)   | 143 015 (74,6%) | 23 506 (12,0%) |
| 2018 | 197 888            | 30 474 (15,5%)   | 147 426 (74,5%) | 27 308 (13,8%) |
| 2020 | 200 096            | 27 813 (13%)     | 149 471 (74%)   | 27 813 (13%)   |

#### Tedesco
Il tedesco, parlato nel nord-ovest (54%) nelle varianti regionali:
- Walserdeutsch nel Rheinwald e Avers, a Vals, a Safien, nello Schanfigg compreso Arosa, in Prettigovia compreso Klosters, Davos e nell'enclave di Obersaxen;
- Bündnerdeutsch è parlato a Coira, nel Churer Rheintal e in tutte le regioni un tempo di lingua romancia, nelle regioni a maggioranza romanciofona, insieme a Val Poschiavo e Val Bregaglia, viene parlato sia dai madrelingua, sia dai non madrelingua, i quali lo parlano come seconda lingua o come lingua franca;
- Dialetto bavarese-tirolese a Samnaun.

#### Romancio
Il romancio è diffuso soprattutto in Engadina, Val Monastero e attorno a Disentis/Mustér (31%). Si riconoscono cinque varianti regionali:
- Sursilvano nella Surselva, che è anche la regione linguisticamente più compatta;
- Sottosilvano al centro dei Grigioni;
- Surmirano al centro dei Grigioni;
- Putér e Vallader in Engadina e nella Val Monastero. Spesso riuniti nella definizione di Rumantsch Ladin.

Dal 1982 è iniziato il processo di raggruppamento delle varianti nella lingua standard.

#### Italiano
L'italiano è parlato nel Grigioni italiano, che consiste delle valli Mesolcina, Calanca, Bregaglia e Poschiavo, come pure del villaggio Maloja, nei comuni di Sankt Moritz (21,83 %), Pontresina (16,2%) e nella frazione Bivio (29,4%). L'italiano è presente in condizioni di diglossia con il lombardo, che non ha però status ufficiale. L'italiano è parlato come prima lingua quasi dal 15% della popolazione, ma viene parlato da una percentuale più alta di Grigionesi. Già nel 2000 circa il 23% della popolazione cantonale, pari a quasi 43.000 persone, affermava di servirsene quotidianamente.
Per il lombardo si parlano varianti del ramo insubre:
- Bregagliott in Val Bregaglia, a Maloja e a Bivio, una variante del lombardo-insubre con un forte substrato di influssi romanci, è l'unico dialetto "ladino-lombardo";
- Pus-ciavin o Pus'chavin in Valposchiavo, molto simile al dialetto valtellinese con lieve influsso di termini romanci;
- Dialetti propri nelle Valli Mesolcina e Calanca, simili a quelli delle valli dell'Alto Ticino.

A differenza della Bregaglia e della Val Poschiavo, la Valle Mesolcina non ha un unico dialetto. Nella zona meridionale della valle (Bassa Mesolcina o circolo di Roveredo) si parla un dialetto che di paese in paese presenta soltanto delle differenze lessicali e non grammaticali. Nella zona settentrionale della Mesolcina, meglio San Bernardino, Mesocco e Soazza si parla un dialetto completamente diverso da quello parlato a Roveredo e nei suoi dintorni.
Il dialetto "bassomesolcinese" se così possiamo chiamarlo è parlato nei comuni di San Vittore, Roveredo, Grono, Verdabbio e Cama.

### Religione
A causa della sovranità di ogni singolo comune, nel XVI secolo ognuno di questi poté mantenere la propria autonoma confessione. Fläsch fu il primo comune nel Cantone ad aderire alla Riforma, poi venne Sant'Antonio ed altri comuni. Il Canton Grigioni è quindi uno dei cantoni "paritetici" in cui le confessioni si dividono ugualmente tra protestantesimo e cattolicesimo. A prevalenza cattolica è l'alta valle del Reno con la Val Lumnezia (esclusi la Val Stussavgia e Waltensburg/Vuorz), così come la Val Sursette (escluso Bivio) e la media valle del Landwasser (escluso Bergün), la Mesolcina e la Valle di Poschiavo. A prevalenza riformata sono la Prettigovia, l'alta Valle del Landwasser, l'Engadina (esclusi Tarasp e Samnaun), la Val Bregaglia e la Schanfigg. La Domigliasca e la Val Monastero non vedono prevalenze.
Nel Canton Grigioni è presente una maggioranza relativa di cattolici (47%), ed una forte minoranza protestante (41%).

### Comuni
Nella tabella seguente sono elencati i primi 10 comuni del cantone per numero di abitanti.
| Stemma | Comune      | Abitanti | Superficie in km² | Regione                     |
| ------ | ----------- | -------- | ----------------- | --------------------------- |
|        | Coira       | 34880    | 28,09             | Plessur                     |
|        | Davos       | 11060    | 283,98            | Prettigovia/Davos           |
|        | Landquart   | 8854     | 18,86             | Landquart                   |
|        | Domat/Ems   | 8043     | 24,22             | Imboden                     |
|        | St. Moritz  | 5084     | 28,69             | Maloja                      |
|        | Scuol       | 4682     | 438,63            | Engiadina Bassa/Val Müstair |
|        | Ilanz/Glion | 4736     | 133,48            | Surselva                    |
|        | Klosters    | 4476     | 193,12            | Prettigovia/Davos           |
|        | Poschiavo   | 3534     | 191,01            | Bernina                     |
|        | Thusis      | 3278     | 6,81              | Viamala                     |

## Cultura

### Musei
Il Canton Grigioni ospita una fitta rete di musei, distribuiti su tutto il territorio e dedicati a tematiche storiche, artistiche, etnografiche e scientifiche. I principali centri museali sono localizzati a Coira, ma importanti istituzioni sono presenti anche in molte altre località.

## Regioni

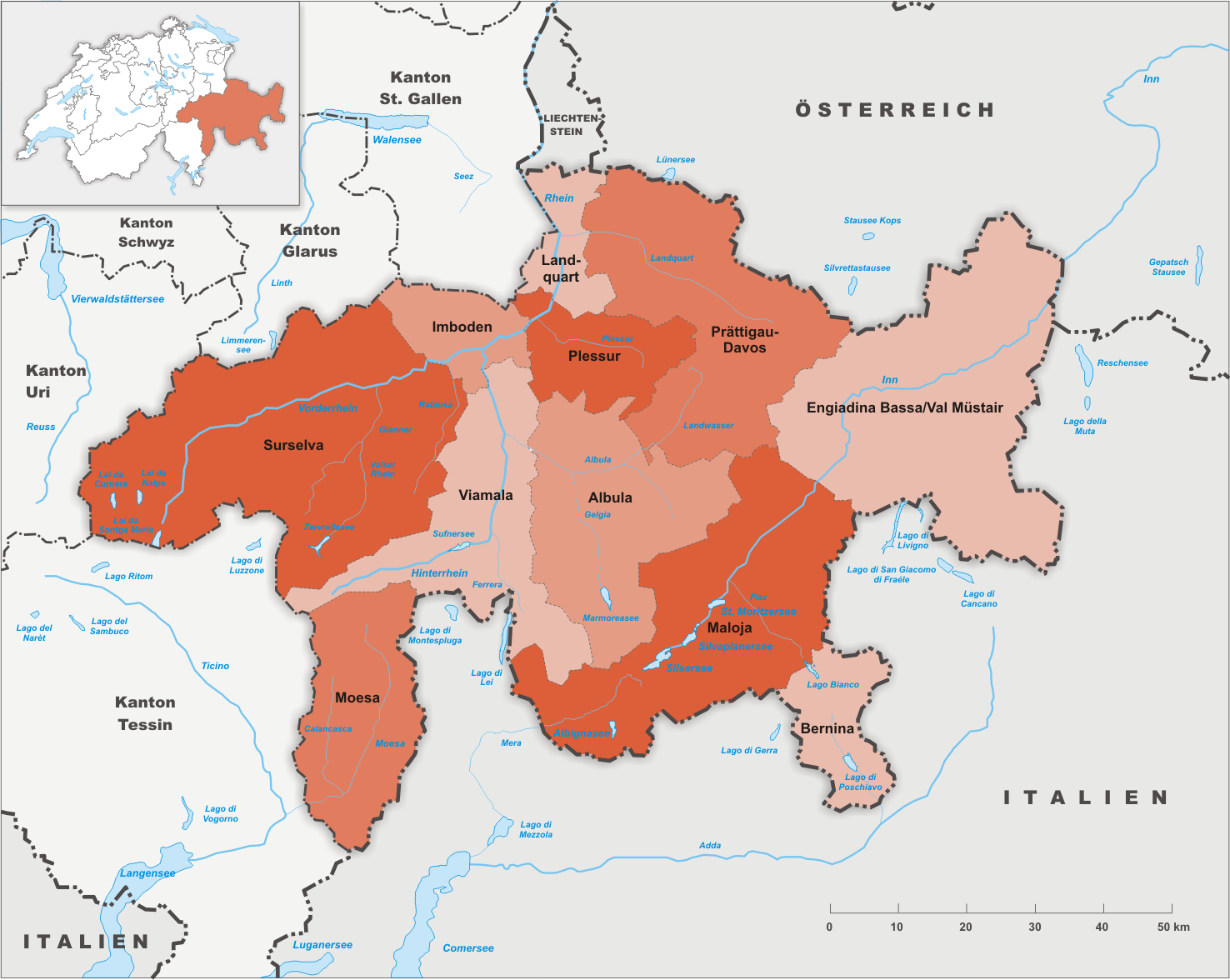
Regioni del Canton Grigioni

Il Canton Grigioni è diviso in 11 regioni, che il 1º gennaio 2016 hanno sostituito i vecchi 11 distretti (mantenendone pressoché inalterati i confini). Le regioni seguono tendenzialmente i confini naturali tra le valli.
Le regioni del Canton Grigioni sono (tra parentesi il capoluogo e il vecchio distretto che hanno sostituito):
- Albula (Albula, distretto dell'Albula)
- Bernina (Poschiavo, distretto di Bernina)
- Engiadina Bassa/Val Müstair (Scuol, distretto dell'Inn)
- Imboden (Domat/Ems, distretto di Imboden)
- Landquart (Landquart, distretto di Landquart)
- Maloja (Samedan, distretto di Maloggia)
- Moesa (Roveredo, distretto di Moesa)
- Plessur (Coira, distretto di Plessur)
- Prettigovia/Davos (Klosters, distretto di Prettigovia/Davos)
- Surselva (Ilanz, distretto di Surselva)
- Viamala (Thusis, distretto di Hinterrhein)